# Caledonia (Michigan)
Caledonia – wieś w Stanach Zjednoczonych, w stanie Michigan, w hrabstwie Kent.